# FBSニュースリポート
『FBSニュースリポート』（エフビーエスニュースリポート）は、1976年10月4日から1982年10月1日まで6年間、福岡放送で生放送されていた平日夕方6時台のローカルワイドニュース番組。協力：読売新聞。

## 放送時間
- 毎週月曜 - 金曜 18:00 - 18:30（日本標準時）。

## 概要
- 提供クレジットは、アナウンサーが「提供」と言った後にスポンサー社名を一社ずつ読み上げていく方式であった。

- 主題歌は「ルスランとリュドミラ」（作曲・ミハイル・グリンカ）
- ようやく経営が軌道に乗ってきた番組開始前当時、福岡放送の幹部が、全社を挙げて制作するような番組を何か一つ作るよう指示し、制作担当者が「まだ局は全国ニュースネットワークの一員としての役割を果たせていない」と判断したためローカルワイドニュースに決めたのだという（『メディアのしくみ： 新聞に制圧される地方テレビ局』南條岳彦著、明石書店、1996による）。
- 1981年5月21日、山田弾薬庫跡地に「Buddy,care nuclear casualty（仲間よ、核災害に注意せよ）」との英語表記の看板があることをスクープした（前掲書による）。

## ニュースキャスター
- 濱倫史（当時FBS報道記者・ニュースデスク） - 福岡放送の1969年開局時にRKB毎日放送から移籍。

## 本番組の終焉について
- 1982年10月4日から1987年10月2日まで放送時間枠を平日17時30分枠へ移動させるため、「FBS EVENING NEWS」→「FBSきょうのニュース」という番組タイトルになった。